# Cúp Dunhill Việt Nam 1999
Cúp Dunhill Việt Nam 1999 là lần tổ chức thứ hai của Cúp Dunhill, giải đấu bóng đá giao hữu quốc tế do Dunhill tổ chức. Giải đấu lần này được tổ chức tại Việt Nam từ ngày 29 tháng 1 đến ngày 7 tháng 2 năm 1999, và là giải đấu giao hữu cuối cùng của Dunhill. 
Hàn Quốc đã giành được chức vô địch sau khi đánh bại Trung Quốc trong trận chung kết bằng bàn thắng vàng ở hiệp phụ thứ nhất (hai đội hòa nhau 0–0 trong hai hiệp chính).

## Các đội tham dự
Tám đội tuyển dưới đây đã tham dự giải đấu. Hàn Quốc, Trung Quốc, Bulgaria, Iran và Nga chỉ cử đội Olympic tham dự, nhưng vẫn được coi là đội tuyển quốc gia của các nước này.
Ba Lan và Myanmar ban đầu cũng được dự kiến để tham gia giải đấu lần này, tuy nhiên họ đã rút lui và được thay thế lần lượt bởi Iran và Bulgaria.
| Đội                | Hiệp hội | Liên đoàn |
| ------------------ | -------- | --------- |
| Việt Nam (chủ nhà) | VFF      | AFC       |
| Trung Quốc         | CFA      | AFC       |
| Hàn Quốc           | KFA      | AFC       |
| Malaysia           | FAM      | AFC       |
| Singapore          | FAS      | AFC       |
| Iran               | FFIRI    | AFC       |
| Nga                | RFU      | UEFA      |
| Bulgaria           | BFU      | UEFA      |

## Địa điểm
Tất cả các trận đấu của giải được tổ chức tại sân vận động Thống Nhất, Thành phố Hồ Chí Minh.
| Thành phố Hồ Chí Minh   |
| ----------------------- |
| Sân vận động Thống Nhất |
| Sức chứa: 25.000        |
|                         |

## Trọng tài
Các trọng tài sau đây đã được lựa chọn để điều khiển tại giải đấu.
| Trọng tài - Kamikawa Toru - Russamee Jindamai - Jerry Andres - Nguyễn Văn Mùi - Lương Thế Tài | Trợ lý trọng tài - Roy Subash Chandra - Wong Yiu Chung - Trương Thế Toàn - Phạm Chu Thiện - Từ Minh Đăng |

## Đội hình
Mỗi đội tuyển được phép đăng ký một danh sách sơ bộ gồm tối đa 25 cầu thủ. Danh sách chính thức của các đội bao gồm 18 cầu thủ và phải được đăng ký một ngày trước trận đấu đầu tiên của giải đấu.

## Bốc thăm
Tám đội tuyển được bốc thăm chia thành hai bảng, mỗi bảng bốn đội; các đội trong bảng thi đấu với nhau theo thể thức vòng tròn một lượt. 
Ba Lan đã rút lui trước giải đấu vì lý do tài chính và Iran đã được mời để thay thế. Vào ngày 17 tháng 1 năm 1999, Myanmar – đội được xếp vào bảng A cùng với chủ nhà Việt Nam, Trung Quốc và Iran – cũng thông báo rút lui khỏi giải đấu, và nhanh chóng được thay thế bởi Bulgaria. Để đảm bảo sự cân bằng giữa các đội bóng, ban tổ chức quyết định sắp xếp lại các bảng đấu vào ngày 20 tháng 1 năm 1999, trong đó Singapore và Nga được chuyển từ bảng 2 sang bảng 1 và Trung Quốc cùng Bulgaria được xếp vào bảng 2.

## Vòng bảng
Hai đội đứng đầu mỗi bảng lọt vào vòng bán kết.
Các tiêu chí
Các đội được xếp hạng theo điểm (3 điểm cho một trận thắng, 1 điểm cho một trận hòa, 0 điểm cho một trận thua), và nếu bằng điểm, các tiêu chí sau đây sẽ được áp dụng theo thứ tự để xác định thứ hạng:
1. Hiệu số bàn thắng thua trong tất cả các trận đấu bảng;
2. Số bàn thắng ghi được trong tất cả các trận đấu bảng;
3. Số điểm đối đầu trực tiếp giữa các đội có liên quan;
4. Hiệu số đối đầu trực tiếp giữa các đội có liên quan;
5. Số bàn thắng ghi được trong các trận đối đầu trực tiếp giữa các đội có liên quan;
6. Bốc thăm.

### Bảng 1
| VT | Đội          | ST | T | H | B | BT | BB | HS | Đ | Giành quyền tham dự     |
| -- | ------------ | -- | - | - | - | -- | -- | -- | - | ----------------------- |
| 1  | Việt Nam (H) | 3  | 2 | 1 | 0 | 4  | 2  | +2 | 7 | Vòng đấu loại trực tiếp |
| 2  | Iran         | 3  | 1 | 1 | 1 | 7  | 4  | +3 | 4 | Vòng đấu loại trực tiếp |
| 3  | Nga          | 3  | 1 | 1 | 1 | 3  | 2  | +1 | 4 |                         |
| 4  | Singapore    | 3  | 0 | 1 | 2 | 1  | 7  | −6 | 1 |                         |

| Nga               | 2–0                     | Iran |
| ----------------- | ----------------------- | ---- |
| Buznikin 42', 75' | Chi tiết Chi tiết (FAM) |      |

| Việt Nam        | 1–0                     | Singapore |
| --------------- | ----------------------- | --------- |
| Văn Sỹ Hùng 56' | Chi tiết Chi tiết (FAM) |           |

| Việt Nam            | 1–0                     | Nga |
| ------------------- | ----------------------- | --- |
| Nguyễn Phi Hùng 13' | Chi tiết Chi tiết (FAM) |     |

| Singapore | 0–5                     | Iran                                                |
| --------- | ----------------------- | --------------------------------------------------- |
|           | Chi tiết Chi tiết (FAM) | Baghmiseh 25', 61' · Karimi 34' · Jamshidi 65', 82' |

| Singapore       | 1–1                     | Nga                      |
| --------------- | ----------------------- | ------------------------ |
| Nazri Nasir 84' | Chi tiểt Chi tiểt (FAM) | Mohd Noor Ali 89' (l.n.) |

| Việt Nam                               | 2–2                     | Iran                      |
| -------------------------------------- | ----------------------- | ------------------------- |
| Lê Huỳnh Đức 16' · Nguyễn Phi Hùng 79' | Chi tiết Chi tiết (FAM) | Jamshidi 84' · Majidi 87' |

### Bảng 2
| VT | Đội        | ST | T | H | B | BT | BB | HS | Đ | Giành quyền tham dự     |
| -- | ---------- | -- | - | - | - | -- | -- | -- | - | ----------------------- |
| 1  | Hàn Quốc   | 3  | 3 | 0 | 0 | 10 | 2  | +8 | 9 | Vòng đấu loại trực tiếp |
| 2  | Trung Quốc | 3  | 2 | 0 | 1 | 10 | 4  | +6 | 6 | Vòng đấu loại trực tiếp |
| 3  | Bulgaria   | 3  | 0 | 1 | 2 | 3  | 8  | −5 | 1 |                         |
| 4  | Malaysia   | 3  | 0 | 1 | 2 | 2  | 11 | −9 | 1 |                         |

| Malaysia         | 1–1                     | Bulgaria    |
| ---------------- | ----------------------- | ----------- |
| G. Shanmugan 21' | Chi tiết Chi tiết (FAM) | Stoykov 82' |

| Hàn Quốc               | 2–1                     | Trung Quốc           |
| ---------------------- | ----------------------- | -------------------- |
| Lee Dong-gook 24', 52' | Chi tiết Chi tiết (FAM) | Trương Ngọc Ninh 64' |

| Malaysia | 0–3                     | Hàn Quốc                                                |
| -------- | ----------------------- | ------------------------------------------------------- |
|          | Chi tiết Chi tiết (FAM) | Kim Do-kyun 25' · Lee Dong-gook 38' · Choi Chul-woo 89' |

| Bulgaria    | 1–2                     | Trung Quốc                                  |
| ----------- | ----------------------- | ------------------------------------------- |
| Stoykov 11' | Chi tiết Chi tiết (FAM) | Tùy Đông Lương 37' · Trương Ngọc Ninh 90+1' |

| Bulgaria             | 1–5                     | Hàn Quốc                                                               |
| -------------------- | ----------------------- | ---------------------------------------------------------------------- |
| Tchomakov 9' (ph.đ.) | Chi tiết Chi tiết (FAM) | Kim Dong-sun 1', 71' (ph.đ.) · Sin Byung-ho 53', 80' · Lee Kwan-ho 62' |

| Malaysia           | 7–1            | Trung Quốc                                                                                    |
| ------------------ | -------------- | --------------------------------------------------------------------------------------------- |
| Zami Mohd Noor 16' | Chi tiết (FAM) | Tùy Đông Lương 12' · Vương Bằng 49', 63' · Trương Ngọc Ninh 52', 61', 86' · Mã Vĩnh Khang 72' |

## Vòng đấu loại trực tiếp
Trong vòng đấu loại trực tiếp, hiệp phụ (có áp dụng luật bàn thắng vàng) và loạt sút luân lưu sẽ được sử dụng để quyết định đội thắng nếu cần thiết.

### Sơ đồ
|  | Bán kết                     | Bán kết  |                             |   | Chung kết | Chung kết |
|  |                             |          |                             |   |           |           |
|  | 5 tháng 2 – TP. Hồ Chí Minh |          |                             |   |           |           |
|  |                             |          |                             |   |           |           |
|  | Việt Nam                    | 1        |                             |   |           |           |
|  | Việt Nam                    | 1        | 7 tháng 2 – TP. Hồ Chí Minh |   |           |           |
|  | Trung Quốc                  | 4        |                             |   |           |           |
|  | Trung Quốc                  | 4        | Trung Quốc                  | 0 |           |           |
|  | 5 tháng 2 – TP. Hồ Chí Minh |          | Trung Quốc                  | 0 |           |           |
|  |                             | Hàn Quốc | 1                           |   |           |           |
|  | Hàn Quốc                    | Hàn Quốc | 1                           | 2 |           |           |
|  | Hàn Quốc                    |          |                             | 2 |           |           |
|  | Iran                        | 0        |                             |   |           |           |
|  | Iran                        | 0        |                             |   |           |           |

### Các trận đấu

#### Bán kết
| Việt Nam           | 1–4                     | Trung Quốc                                                  |
| ------------------ | ----------------------- | ----------------------------------------------------------- |
| Lê Huỳnh Đức 90+1' | Chi tiết Chi tiết (FAM) | Trương Ngọc Ninh 13', 75' · Vương Bằng 15' · Hoàng Dũng 64' |

| Hàn Quốc                              | 2–0      | Iran |
| ------------------------------------- | -------- | ---- |
| Seol Ki-hyeon 46' · Lee Dong-gook 55' | Chi tiết |      |

#### Chung kết
| Trung Quốc | 0–1 (s.h.p.) | Hàn Quốc          |
| ---------- | ------------ | ----------------- |
|            | Chi tiết     | Choi Chul-woo 93' |

## Thống kê

### Vô địch
| Vô địch Cúp Dunhill Việt Nam 1999 |
| --------------------------------- |
| · Hàn Quốc · Lần đầu tiên         |

### Các giải thưởng
Các giải thưởng dưới đây đã được trao sau khi giải đấu kết thúc:
| Dunhill Vua phá lưới | Dunhill Cầu thủ xuất sắc nhất | Dunhill Thủ môn xuất sắc nhất | BP Đội phong cách |
| -------------------- | ----------------------------- | ----------------------------- | ----------------- |
| Trương Ngọc Ninh     | Kim Do-kyun                   | Ashkan Namdari                | Việt Nam          |

### Đội hình tiêu biểu
Đội hình tiêu biểu của giải đấu, do ban tổ chức bình chọn, là đội hình gồm những cầu thủ thi đấu ấn tượng nhất tại các vị trí được chọn lựa trong giải đấu.
| Cầu thủ        | Cầu thủ                           | Cầu thủ                                                                | Cầu thủ                        |
| Thủ môn        | Hậu vệ                            | Tiền vệ                                                                | Tiền đạo                       |
| -------------- | --------------------------------- | ---------------------------------------------------------------------- | ------------------------------ |
| Ashkan Namdari | Park Sin-jub Lý Vĩ Phong Lý Thiết | Sim Jae-won Kim Do-kyun Maksim Buznikin Ali Baghmisheh Pejman Jamshidi | Trương Ngọc Ninh Lee Dong-gook |

### Cầu thủ ghi bàn
Đã có 48 bàn thắng ghi được trong 15 trận đấu, trung bình 3.2 bàn thắng mỗi trận đấu.
7 bàn thắng
- Trương Ngọc Ninh

4 bàn thắng
- Lee Dong-gook

3 bàn thắng
- Pejman Jamshidi
- Vương Bằng

2 bàn thắng
- Angel Stoykov
- Tùy Đông Lương
- Ali Baghmisheh
- Kim Dong-sun
- Sin Byung-ho
- Choi Chul-woo
- Maksim Buznikin
- Nguyễn Phi Hùng
- Lê Huỳnh Đức

1 bàn thắng
- Krasimir Tchomakov
- Mã Vĩnh Khang
- Hoàng Dũng
- Ali Karimi
- Farzad Majidi
- Kim Do-kyun
- Lee Kwan-ho
- Seol Ki-hyeon
- Shanmugan Govindasamy
- Zami Mohd Noor
- Nazri Nasir
- Văn Sỹ Hùng

1 bàn phản lưới nhà
- Mohd Noor Ali (trong trận gặp Nga)

Nguồn: FAM

### Bảng xếp hạng giải đấu
Bảng này xếp hạng các đội tuyển trong giải đấu. Ngoại trừ hai vị trí đầu tiên, thứ tự các vị trí tiếp theo được xác định bằng điểm số với các đội lọt vào cùng một giai đoạn của giải.
| VT | Đội        | ST | T | H | B | BT | BB | HS  | Đ  | Kết quả chung cuộc  |
| -- | ---------- | -- | - | - | - | -- | -- | --- | -- | ------------------- |
| 1  | Hàn Quốc   | 5  | 5 | 0 | 0 | 13 | 2  | +11 | 15 | Vô địch             |
| 2  | Trung Quốc | 5  | 3 | 0 | 2 | 14 | 6  | +8  | 9  | Á quân              |
| 3  | Việt Nam   | 4  | 2 | 1 | 1 | 5  | 6  | −1  | 7  | Bị loại ở bán kết   |
| 4  | Iran       | 4  | 1 | 1 | 2 | 7  | 6  | +1  | 4  | Bị loại ở bán kết   |
|    |            |    |   |   |   |    |    |     |    |                     |
| 5  | Nga        | 3  | 1 | 1 | 1 | 3  | 2  | +1  | 4  | Bị loại ở vòng bảng |
| 6  | Bulgaria   | 3  | 0 | 1 | 2 | 3  | 8  | −5  | 1  | Bị loại ở vòng bảng |
| 7  | Singapore  | 3  | 0 | 1 | 2 | 1  | 7  | −6  | 1  | Bị loại ở vòng bảng |
| 8  | Malaysia   | 3  | 0 | 1 | 2 | 2  | 11 | −9  | 1  | Bị loại ở vòng bảng |

## Phát sóng
| Quốc gia   | Mạng phát sóng                     | TK     |
| ---------- | ---------------------------------- | ------ |
| Việt Nam   | VTV, HTV                           | [ 14 ] |
| Singapore  | TV12 (chỉ các trận của Singapore)  | [ 15 ] |
| Malaysia   | Astro (chỉ các trận của Malaysia)  | [ 15 ] |
| Hàn Quốc   | MBC (chỉ các trận của Hàn Quốc)    | [ 15 ] |
| Trung Quốc | CCTV (chỉ các trận của Trung Quốc) | [ 15 ] |
| Toàn cầu   | ESPN (chỉ trận chung kết)          | [ 15 ] |